# Parathion-methyl
Parathion-methyl ist ein Wirkstoff zum Pflanzenschutz und eine chemische Verbindung aus der Gruppe der Thiophosphorsäureester und ist chemisch mit (Ethyl-)Parathion verwandt.

## Gewinnung und Darstellung
Parathion-methyl wird durch Veresterung von Phosphorpentasulfid mit Methanol, Chlorierung des entstandenen Esters mit Chlor und Kondensation des chlorierten Esters mit dem Natriumsalz von p-Nitrophenol hergestellt.

## Eigenschaften
Parathion-methyl ist ein brennbarer farbloser Feststoff, der praktisch unlöslich in Wasser ist. Das technische Produkt wird als bräunliche Lösung ausgeliefert und enthält 80 % der Verbindung sowie 16,7 % Xylol und 3,3 % inerte Verbindungen. Es riecht nach verfaulten Eiern.

## Verwendung

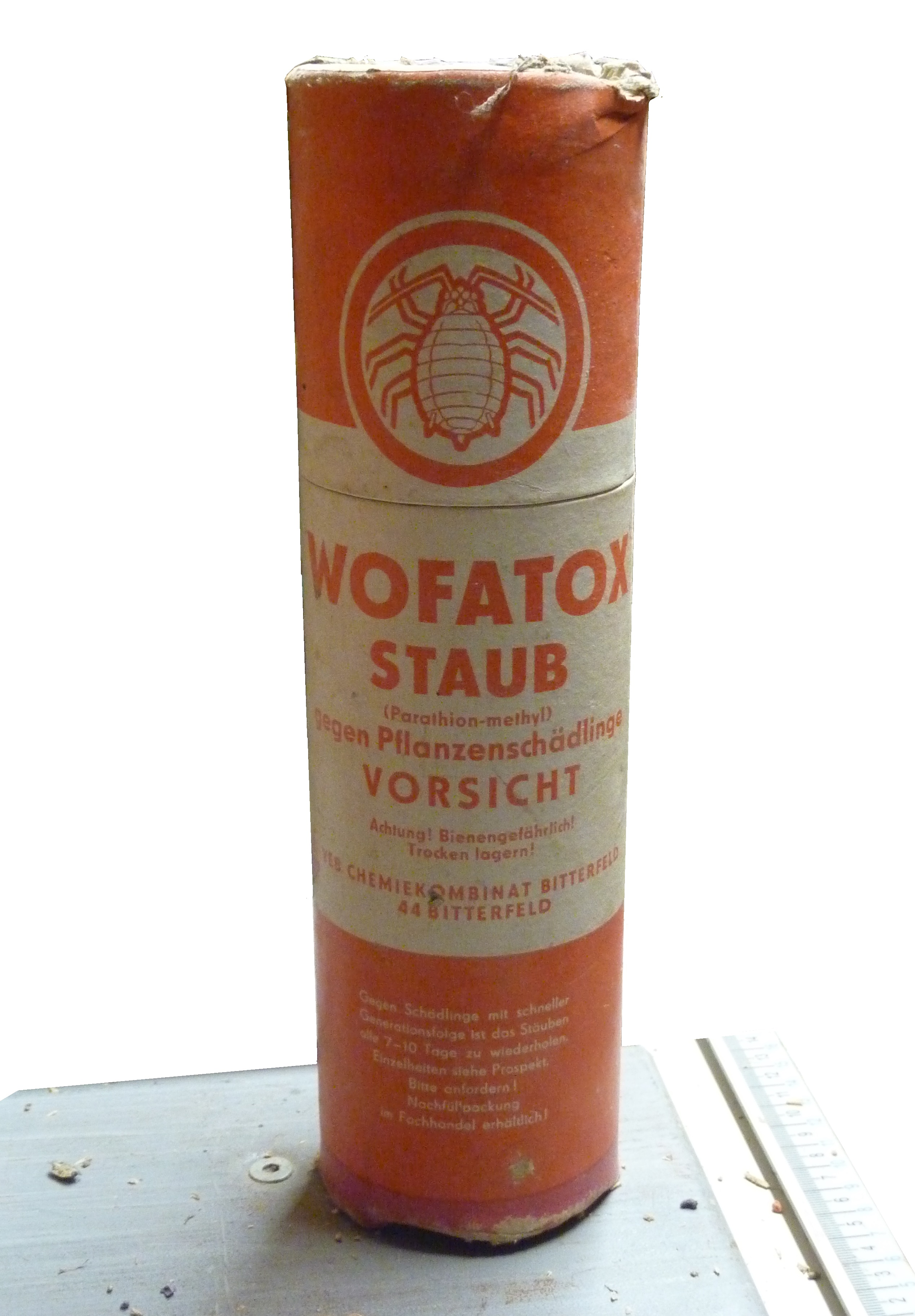
WOFATOX STAUB mit Parathion-methyl Wirkstoff, DDR Produktion

Parathion-methyl wurde als Insektizid und Akarizid mit breitem Wirkungsspektrum in zahlreichen Kulturen verwendet.

## Zulassung
Die EU-Kommission entschied 2003, Parathion-methyl nicht in die Liste der zulässigen Wirkstoffe aufzunehmen. In Deutschland, Österreich und der Schweiz sind keine Pflanzenschutzmittel mit diesem Wirkstoff zugelassen.

## Vergiftungsfall
Im Jahr 1999 starben in dem peruanischen Dorf Tauccamarca 24 Kinder, nachdem sie ein Milch-Substitut getrunken hatten, das mit Parathion-methyl vermischt war. Der Hersteller Bayer geriet dabei in die Kritik, da er den in Europa inzwischen verbotenen Wirkstoff in Südamerika vermarktete und in einem einfachen Plastikbeutel mit einem Label auslieferte, das ausschließlich in spanischer Sprache beschriftet war, obwohl die meisten Bewohner Tauccamarcas lediglich Quechua sprechen und Analphabeten sind.